# Craugastor ranoides
Craugastor ranoides är en groddjursart som först beskrevs av Cope 1886.  Craugastor ranoides ingår i släktet Craugastor och familjen Craugastoridae. IUCN kategoriserar arten globalt som akut hotad. Inga underarter finns listade i Catalogue of Life.